# Píšť (Vysočina)
Píšť é uma comuna checa localizada na região de Vysočina, distrito de Pelhřimov.